# Zuzanna Famulok
Zuzanna Famulok (ur. 14 listopada 2003) – polska pływaczka specjalizująca się w stylu dowolnym, mistrzyni Europy.

## Kariera
W lutym 2024 roku na mistrzostwach świata w Dosze płynęła w sztafecie 4 × 100 m stylem dowolnym, która zajęła czwarte miejsce.
Cztery miesiące później podczas mistrzostw Europy w Belgradzie zdobyła cztery medale. W sztafecie 4 × 100 m stylem zmiennym wywalczyła złoto. W mieszanych sztafetach kraulowych 4 × 100 i 4 × 200 m zdobyła srebrne medale. Płynęła również w sztafecie kobiet 4 × 100 m stylem dowolnym, która zajęła trzecie miejsce.